# Attagenus apicebrunneus
Attagenus apicebrunneus là một loài bọ cánh cứng trong họ Dermestidae. Loài này được Kalík miêu tả khoa học năm 1955.